# Alma Agger
Alma Agger (født 22. Juli 1999 i København) er en dansk sanger, som vandt det danske X Factor 2020 med 36,8% af stemmerne.

## Diskografi
- "The Last Dance"

## Sange sunget i X Factor 2020
| Episode                     | Sang                                                | Resultat                     | Noter      | Placering i Live Show |
| --------------------------- | --------------------------------------------------- | ---------------------------- | ---------- | --------------------- |
| Audition                    | "If I Ain't Got You"" (Alicia Keys)                 | Videre til 5 Chair Challenge | Valgt selv | N/A                   |
| 5 Chair cahllenge           | "Daddy Lessons" (Beyoncé featuring Dixie Chicks)    | Videre til bootcamp          | Valgt selv | N/A                   |
| Bootcamp                    | "Idontwannabeyouanymore" (Billie Eilish)            | Videre til live shows        | Valgt selv | N/A                   |
| Live Show 1                 | "Unforgettable" (French Montana featuring Swan Lee) | Stemt videre                 |            | (3/9) 15,3%           |
| Live Show 2                 | "In the Air Tonight" (Phil Collins)                 | Stemt videre                 |            | (2/8) 16,6%           |
| Live Show 3                 | "Swim Good" (Frank Ocean)                           | Stemt videre                 |            | (1/7) 18,7%           |
| Live Show 4                 | "Bigger" (Beyoncé)                                  | Stemt videre                 |            | (2/5) 23,4%           |
| Live Show 5 (Finale Fredag) | "Everything I Wanted" (Billie Eilish)               | Stemt videre                 | Uden gæst  | (1/4) 33,3%           |
| Live Show 5 (Finale Fredag) | "Lonely"/"Nudes" (Jada)                             | Stemt videre                 | Med gæst   | (1/4) 33,3%           |
| Live Show 5 (Finale Lørdag) | "The Last Dance" (Clare Maguire)                    | Vinder                       | Vindersang | (1/3) 36,8%           |

## Eksterne Henvisninger
- Alma Agger på Facebook

- Alma Agger på Instagram